# Théodore Rembry
Théodore Joseph Rembry (Diksmuide, 30 maart 1830 - 6 september 1877) was een Belgisch volksvertegenwoordiger.

## Levensloop
Rembry was een zoon van gemeenteontvanger Charles Rembry en van Catherine Moens. Hij bleef vrijgezel.
De industrieel Rembry was gemeenteraadslid van Diksmuide van 1870 tot 1872 en, over dezelfde korte periode, katholiek volksvertegenwoordiger voor het arrondissement Veurne-Diksmuide. 